# Ivan Benković (slikar)
Ivan Benković (Rečica kraj Karlovca, 12. travnja 1886. – Chicago, 23. listopada 1918.) hrvatski slikar

## Životopis
Nakon djetinjstva rodnoj Rečici te pohađanja gimnazije u Karlovcu polazi studij na Višoj školi za umjetnost i obrt u Zagrebu. Njegovi profesori Menci Klement Crnčić i Bela Čikoš Sesija uticali su na njegovo rano formativno razdoblje, posebice Crnčić koji kod mnogih svojih učenika razvija sklonost za crtačko i grafičko izražavanje. Na preporuku Ise Kršnjavog dobiva stipendiju za usavršavanje u Beču, gdje je boravio tri mjeseca 1911. godine. Početkom 1912. godine dobio je stipendiju za usavršavanje u Parizu. Tri godine kasnije, 1915. godine preselio se u Chicago i otvorio studio kao "dizajner, ilustrator i karikaturist". U to doba radio je ilustracije za narodne pjesme: "Kraljevića Marka nadmudrila djevojka" i "Smrt Smail-age Čengića". Godine 1917. dobiva stalno radno mjesto u mjesečniku Extension Magazine, istodobno surađuje u različitim novinama gdje najčešće objavljuje karikature. Tek počelu karijeru prekinula je epidemija, tzv. španjolske groznice, umire u 32. godini.